# Andrea Della Corte
Andrea Della Corte (Naples, 5 avril 1883 – Turin, 12 mars 1968) est un musicologue et critique italien. 

## Œuvre
- Paisiello : Settecento italiano - Turin, Fratelli Bocca, 1922 [lire en ligne]
- L'opera comica italiana nel '700 : studi ed appunti - Bari, Laterza, 1923 (2 volumes) [lire en ligne, vol. 1], [vol. 2]
- Le opere di Giuseppe Verdi. 1 : Aida. Guida attraverso il dramma e la musica - Milan, Bottega di Poesia, 1923
- Le opere di Giuseppe Verdi. 2 : Otello. Guida attraverso il dramma e la musica - Milan, Bottega di Poesia, 1924
- Nicolò Piccinni - Bari, 1928
- « Tendresse et sensibilité sans l'opéra comica de Piccini », dans La Revue musicale, 1928 (OCLC 843351982)
- Scelta di musiche per lo studio della storia - Milan, Ricordi, 1928
- Disegno storico dell'arte musicale. Con esempi - Turin, Paravia, 1931
- La vita musicale di Goethe. Con ritratti e musiche - Turin, Paravia, 1932
- Canto e bel canto - Turin, 1933
- Le teorie delle origini della musica e le musiche dei popoli antichi o primitivi : tesi per gli allievi delle scuole musicali secondo i nuovi programmi governativi - Turin, Paravia, 1932
- Ritratto di Franco Alfano - Turin, 1935
- avec Guido Pannain - Vincenzo Bellini : il carattere morale, i caratteri artistici - Turin, Paravia, 1935
- Un italiano all'estero: Antonio Salieri. Con 70 inedite citazioni musicali - Turin, Paravia, 1936
- Pergolesi - Turin, 1936
- Giuseppe Verdi - Turin, Arione, 1938
- Tre secoli di opera italiana - Turin, 1938
- Le relazioni storiche della poesia e della musica italiana: elementari notizie di storia della musica per il liceo classico e scientifico e per l'istituto magistrale - Turin, Paravia, 1940
- Rigoletto ; il Trovatore ; la Traviata di Giuseppe Verdi - Milan, Istituto d'alta cultura, 1943
- avec Guido Gatti - Dizionario di musica. Illustrato con riproduzioni di oltre 80 ritratti e 70 istrumenti - Turin, Paravia, 1944
- Satire e grotteschi di musiche e di musicisti d'ogni tempo. Con caricature antiche e moderne e disegni di P. A. Gariazzo - Turin, UTET (Unione Tipografico-Editrice Torinese), 1946
- Gluck e i suoi tempi - Florence, Sansoni, 1948
- L'interpretazione musicale e gli interpreti - Turin, UTET (Unione Tipografico-Editrice Torinese), 1951
- avec Guido Pannain - Storia della musica - Turin, UTET (Unione Tipografico-Editrice Torinese), 1952 (3 volumes)
- « Verdi avant « Aida », dans Revue internationale de musique, Bruxelles 1951
- Toscanini visto da un critico - Turin, ILTE (Industria Libraria Tipografica Editrice), 1952 (reprint: Arturo Toscanini - Pordenone, Studio Tesi, 1981)
  - Toscanini, Lausane, coll. « Musiciens et leurs œuvres », F. Rouge, 1948 — traduction d'André Jacquemard (OCLC 977615746)
- avec Marziano Bernardi - Gli strumenti musicali nei dipinti della Galleria degli Uffizi - Rome, ERI-Edizioni Radio Italiana, 1952
- avec Alpheus Hyatt Mayor, Mercedes Viale et Anton Giulio Bragaglia - Tempi e aspetti della scenografia - Rome, ERI-Edizioni Radio Italiana, 1954
- avec Guglielmo Barblan - Mozart in Italia - Milan, Ricordi, 1956
- Tutto il teatro di Mozart - Rome, ERI-Edizioni Radio Italiana, 1957
- Drammi per musica dal Rinuccini allo Zeno - Turin, 1958
- La critica musicale e i critici - Turin, UTET (Unione Tipografico-Editrice Torinese), 1961